# Franz Schmidberger

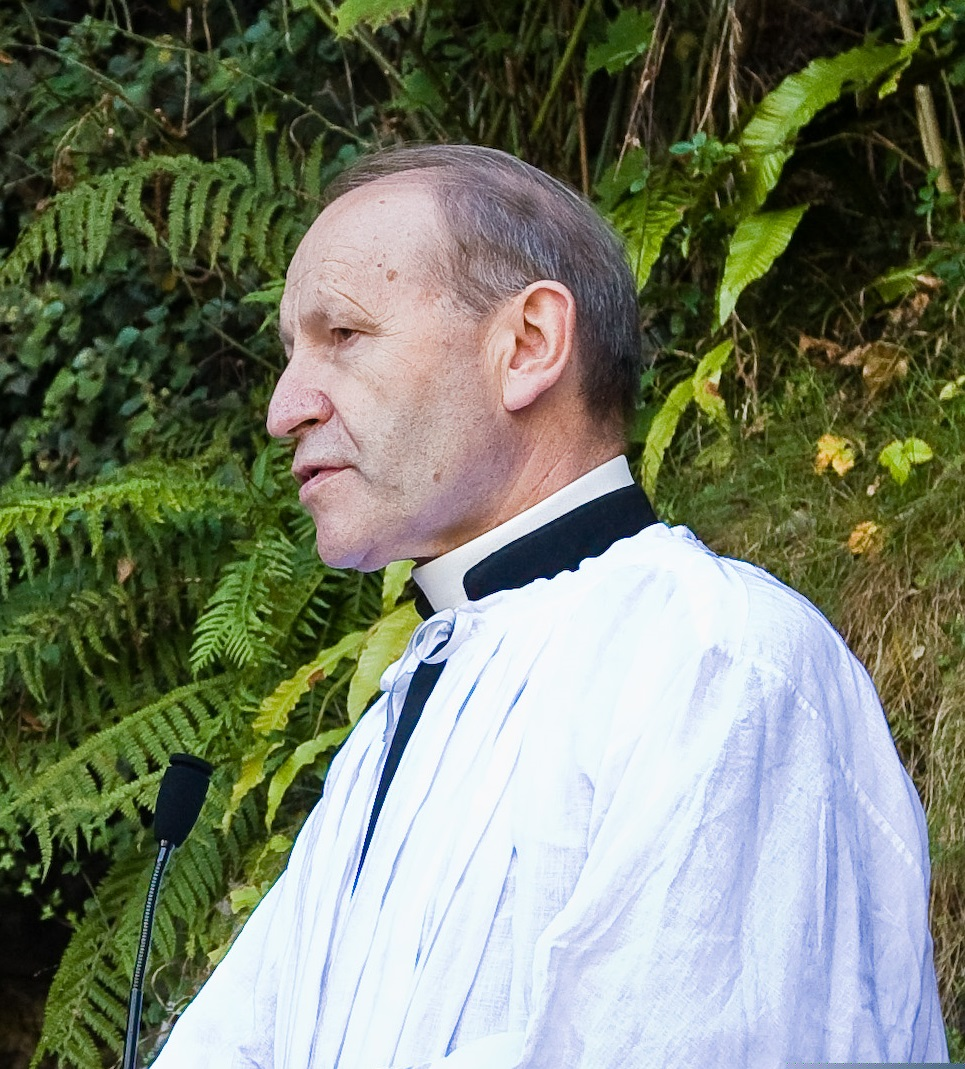
Franz Schmidberger (Lourdes, Francja, 2008)

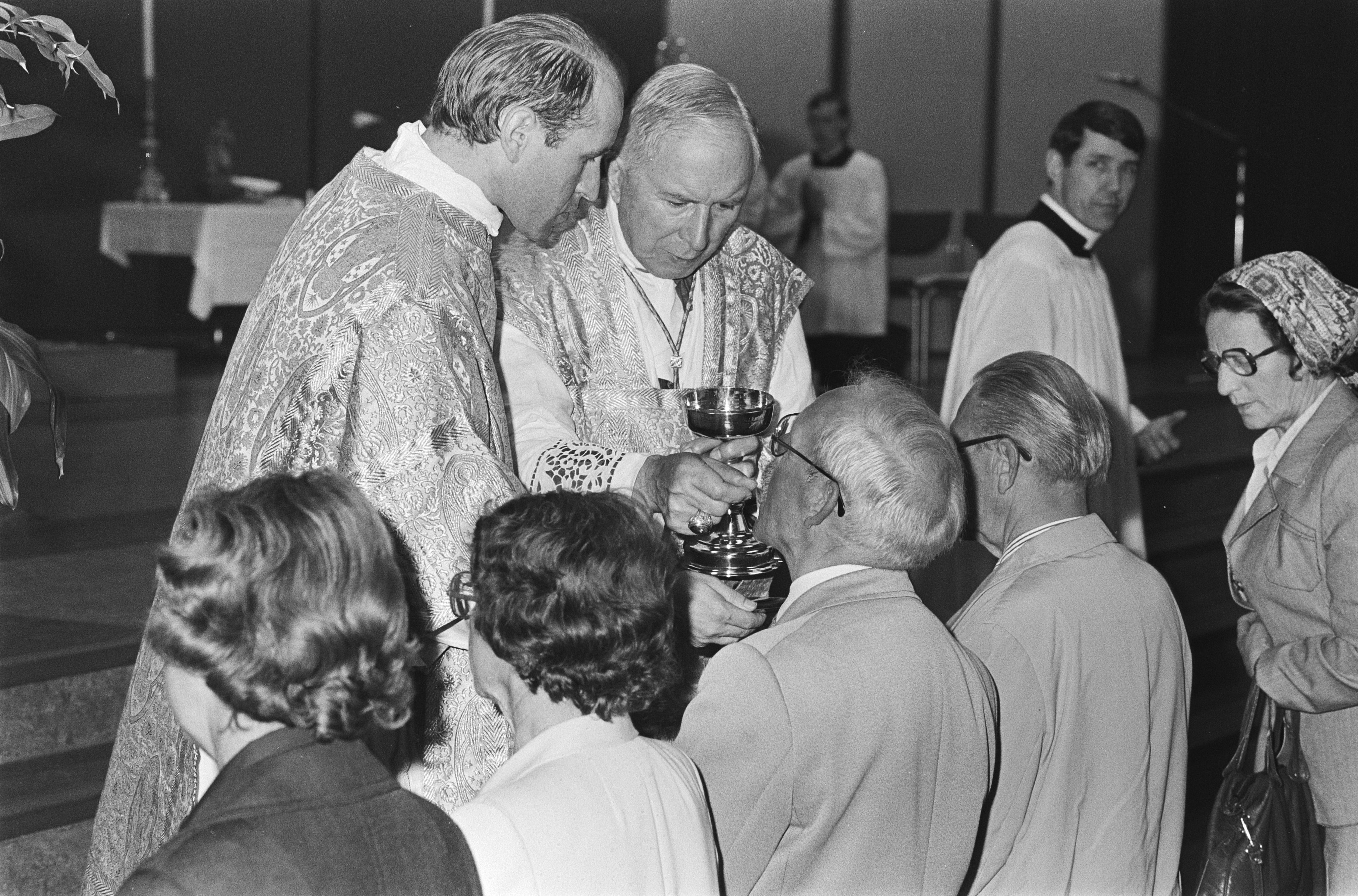
Arcybiskup Marcel Lefebvre z ks. Franzem Schmidbergerem udzielający komunii (Veldhoven, Holandia, 1981)

Franz Schmidberger (ur. 19 października 1946 w Riedlingen) – niemiecki prezbiter, w latach 1983–1994 przełożony generalny Bractwa Świętego Piusa X.

## Życiorys[1]
W 1972 ukończył studia na Wydziale Matematycznym Uniwersytetu Monachjskiego. Trzy lata później, 8 grudnia 1975 został wyświęcony na kapłana w Écône (w kantonie Valais w Szwajcarii) przez arcybiskupa Marcela Lefebvre’a. W latach 1978–1979 był rektorem seminarium w Zaiztkofen, a w latach 1979-1983 przełożonym Domu Autonomicznego na Niemcy.
W latach 1983–1994 był przełożonym generalnym Bractwa Świętego Piusa X (FSSPX), stowarzyszenia religijnego założonego przez arcybiskupa Marcela Lefebvre’a. W latach 2003–2006 był asystentem biskupa Barnarda Fellaya, natomiast w latach 2006-2013 ponownie pełnił funkcję przełożonego Domu Autonomicznego na Niemcy i wspólnotę niemieckojęzyczną. Od 2013 przewodniczy seminarium w Zaitzkofen.

## Publikacje
Autor wielu prac o tematyce religijnej, ważniejsze z nich to:
- Die Sedisvakantismus[5], w: St.-Athanasius-Bote (hg. v. Initiative katholischer Christen – Verein St. Petrus Canisius e.V.), Nr. 27 (grudzień 2015), s. 8–9.
- Bomby zegarowe Soboru Watykańskiego II, "Te Deum", 1997. (org. niem.: Die Zeitbomben des Zweiten Vatikanischen Konzils. Vortrag, gehalten am 9. April 1989 in Mainz vor der Bewegung "actio spes unica", Stuttgart 2008.)
- Przekazałem to co otrzymałem : konsekracje biskupów dokonane przez abpa Marcela Lefebvre 30 czerwca, "Te Deum", 1997. (org. niem.:Die Bischofskonsekrationen des 30. Juni 1988, Stuttgart 1988.)
- Amt und Person des Simon Petrus, Zaitzkofen 1987.
- Die kirchliche Krise und die Priesterbruderschaft St. Pius X., Saarbrücken 1981.
- Kapłaństwo katolickie, "Te Deum", 1997
- Kapłaństwo katolickie : istota, zadanie, formacja, odnowa,  "Fundacja im. O. Damiana de Veuster", 1997
- Przedmowa do pracy: Marcel Lefebvre – List otwarty do zakłopotanych katolików, Poznań, 1992